# El Mortada Iamrachen
El Mortada Iamrachen (en rifain : Lmurtada Iɛemracen, en arabe : المرتضى إعمراشا), également connu sous le nom Abdallah El Kassimi, né le 27 février 1987 à Al Hoceima au Maroc, est un activiste politique et social marocain qui a été actif lors de la contestation de 2011 et du mouvement populaire du Rif en 2016-2017.
El Mortada Iamrachen est arrêté en juin 2017 et condamné en novembre 2017 à cinq ans de prison, pour « louange d'actes de terrorisme » et « incitation d'autrui à commettre des actes terroristes » bien qu'il soit connu comme étant un militant de pro-laïcité adoptant des positions modérées. À la suite de cette arrestation, Human Rights Watch a déclaré que le cas d'Iamrachen « pourrait bien ne pas être du tout un cas de terrorisme, mais plutôt un effort tordu pour punir un autre dirigeant d'un mouvement de protestation que le gouvernement marocain semble déterminé à écraser ».

## Jeunesse et idéologie
El Mortada Iamrachen est né le 27 février 1987 à Al Hoceima, dans le nord du Maroc. Il grandit dans une communauté conservatrice où son père était un imam. Il étudie le Coran et d'autres textes religieux dès son plus jeune âge et devient une figure religieuse respectée dans sa communauté en tant qu'imam dans une mosquée locale.
En 2011, il se joint aux manifestations du 20 février dans sa ville natale d'Al Hoceïma et découvre qu'il existe de grandes variations dans le spectre politique, exigeant que les gens soient tolérants et s'acceptent les uns les autres. Dans ce contexte, il a commencé à rechercher des ressources et des perspectives sur la religion en dehors de la foi islamique, afin d'approfondir sa compréhension du monde et de l'islam. D'autres membres de sa communauté n'étaient pas d'accord avec sa décision d'incorporer des visions du monde plus larges dans ses pratiques religieuses et El Mortada est renvoyé à sa position d'Imam . El Mortada a cependant poursuivi sa voie de la tolérance et de la résolution des conflits, et a été l'une des personnes nommées pour le Prix Maroc Common Ground Peace de 2015.
En octobre 2016, et après la mort de Mohcine Fikri, El Mortada rejoint le hirak du Rif, et utilise sa page facebook pour appeler à des manifestations pacifiques tout en participant à certaines d'entre elles en 2016 et 2017.

## Arrestation
Le 10 juin 2017, El Mortada Iamrachen est arrêté pour la première fois à son domicile d'Al Hoceïma sur la base de deux publications facebook qu'il a publiées en décembre 2016 et juin 2017. 
Son père a une crise cardiaque le même jour et est décédé quelques jours plus tard. Il est libéré temporairement sur ordonnance de la cour d'appel de Rabat le 22 juin 2017 pour assister aux funérailles de son père. La police l'arrête ensuite de nouveau en novembre 2017 après que le tribunal de première instance de Salé l'ait condamné à cinq ans de prison pour des accusations comprenant « des actes de promotion d'actes constituant des infractions terroristes ». 
Le premier message facebook pour lequel El Mortada a été accusé était lié à un reportage sur l' assassinat de l'ambassadeur de Russie en Turquie.
Le deuxième article, en juin 2017, comprenait le récit d'une conversation au cours de laquelle un prétendu journaliste lui avait demandé s'il avait essayé d'apporter des armes au Maroc sur ordre d'Al-Qaïda et auquel il avait répondu, sarcastiquement, qu'il avait fait.
À la suite de ce verdict, plusieurs militants et organisations ont été mobilisés :
- Amnesty International - AI a mentionné que le  « verdict est un autre coup terrible porté à la liberté d'expression au Maroc et une erreur judiciaire flagrante (...). El Mortada Iamrachen semble avoir été visé en raison de son rôle de défenseur de manifestations pacifiques. Sa condamnation est le dernier exemple de l'intensification par les autorités marocaines de leur répression contre la dissidence en poursuivant et en intimidant les manifestants du mouvement Hirak »[9].
- Human Rights Watch - HRW a affirmé qu'« une fois de plus, un activiste marocain est jeté en prison après que ses aveux contestés aient été utilisés pour le condamner (...). Il ne s’agit peut-être pas du tout d’un cas de terrorisme, mais plutôt d’un effort tordu pour punir un autre meneur d’un mouvement de protestation que le gouvernement marocain semble déterminé à écraser »[10].